# ATP-toernooi van Tokio Indoor
Het ATP-toernooi van Tokio Indoor was een tennistoernooi voor mannen dat tussen 1978 en 1995 op de ATP-kalender stond. Het werd gehouden in de Japanse hoofdstad Tokio.

## Finales

### Enkelspel
| Jaar | Winnaar            | Runner-up          | Score         |
| ---- | ------------------ | ------------------ | ------------- |
| 1995 | Michael Chang      | Mark Philippoussis | 6–3, 6–4      |
| 1994 | Goran Ivaniševic   | Michael Chang      | 6–4, 6–4      |
| 1993 | Ivan Lendl         | Todd Martin        | 6–4, 6–4      |
| 1992 | Ivan Lendl         | Henrik Holm        | 7–6, 6–4      |
| 1991 | Stefan Edberg      | Derrick Rostagno   | 6–3, 1–6, 6–2 |
| 1990 | Ivan Lendl         | Boris Becker       | 4–6, 6–3, 7–6 |
| 1989 | Aaron Krickstein   | Carl-Uwe Steeb     | 6–2, 6–2      |
| 1988 | Boris Becker       | John Fitzgerald    | 7–6, 6–4      |
| 1987 | Stefan Edberg      | Ivan Lendl         | 6–7, 6–4, 6–4 |
| 1986 | Boris Becker       | Stefan Edberg      | 7–6, 6–1      |
| 1985 | Ivan Lendl         | Mats Wilander      | 6–0, 6–4      |
| 1984 | Jimmy Connors      | Ivan Lendl         | 6–4, 3–6, 6–0 |
| 1983 | Ivan Lendl         | Scott Davis        | 3–6, 6–3, 6–4 |
| 1982 | John McEnroe       | Peter McNamara     | 7–6, 7–5      |
| 1981 | Vincent Van Patten | Mark Edmondson     | 6–2, 3–6, 6–3 |
| 1980 | Jimmy Connors      | Tom Gullikson      | 6–1, 6–2      |
| 1979 | Björn Borg         | Jimmy Connors      | 6–2, 6–2      |
| 1978 | Björn Borg         | Brian Teacher      | 6–3, 6–4      |

### Dubbelspel
| Jaar | Winnaar                            | Runner-up                         | Score         |
| ---- | ---------------------------------- | --------------------------------- | ------------- |
| 1995 | Jacco Eltingh Paul Haarhuis        | Jakob Hlasek Patrick McEnroe      | 7–6, 6–4      |
| 1994 | Grant Connell Patrick Galbraith    | Byron Black Jonathan Stark        | 6–3, 3–6, 6–4 |
| 1993 | Grant Connell Patrick Galbraith    | Luke Jensen Murphy Jensen         | 6–3, 6–4      |
| 1992 | Todd Woodbridge Mark Woodforde     | Jim Grabb Richey Reneberg         | 7–6, 6–4      |
| 1991 | Jim Grabb Richey Reneberg          | Scott Davis David Pate            | 7–5, 2–6, 7–6 |
| 1990 | Guy Forget Jakob Hlasek            | Scott Davis David Pate            | 7–6, 7–5      |
| 1989 | Kevin Curren David Pate            | Andrés Gómez Slobodan Živojinovic | 4–6, 6–3, 7–6 |
| 1988 | Andrés Gómez Slobodan Živojinovic  | Boris Becker Eric Jelen           | 7–5, 5–7, 6–3 |
| 1987 | Broderick Dyke Tom Nijssen         | Sammy Giammalva Jr. Jim Grabb     | 6–3, 6–2      |
| 1986 | Mike De Palmer Gary Donnelly       | Andrés Gómez Ivan Lendl           | 6–3, 7–5      |
| 1985 | Ken Flach Robert Seguso            | Scott Davis David Pate            | 4–6, 6–3, 7–6 |
| 1984 | Sammy Giammalva Jr. Tony Giammalva | Mark Edmondson Sherwood Stewart   | 7–6, 6–4      |
| 1983 | Mark Edmondson Sherwood Stewart    | Steve Denton John Fitzgerald      | 6–1, 6–4      |
| 1982 | Tim Gullikson Tom Gullikson        | John McEnroe Peter Rennert        | 6–4, 3–6, 7–6 |
| 1981 | Victor Amaya Hank Pfister          | Heinz Günthardt Balázs Taróczy    | 6–4, 6–2      |
| 1980 | Victor Amaya Hank Pfister          | Marty Riessen Sherwood Stewart    | 6–3, 3–6, 7–6 |
| 1979 | Marty Riessen Sherwood Stewart     | Mike Cahill Terry Moor            | 6–4, 7–6      |
| 1978 | Ross Case Geoff Masters            | Pat DuPré Tom Gorman              | 6–3, 6–4      |

1978 · 1979 · 1980 · 1981 · 1982 · 1983 · 1984 · 1985 · 1986 · 1987 · 1988 · 1989 · 1990 · 1991 · 1992 · 1993 · 1994 · 1995
ITF-toernooien (mannen en vrouwen)

ATP-toernooien (mannen) – ATP-seizoen 2025

WTA-toernooien (vrouwen) – WTA-seizoen 2025

Voormalige toernooien mannen
Voormalige toernooien vrouwen
Voormalige amateurtoernooien